# Mack 10 Presents da Hood
Mack 10 Presents da Hood – kolaboracja rapera Macka 10 z Deviossi, Skoop Delania, K-Mac, Cousteau i Techniec. Została wydana 23 lipca, 2002 roku w Hoo-Bangin’ Records. Osiągnął 40. miejsce na Billboard 200, 2. miejsce na Independent Albums oraz miejsce 9. na Top R&B/Hip-Hop Albums.
Gościnnie występują Ice Cube, Lil Jon, TQ, Baby, Big Tymers i Timbaland.

## Lista utworów
1. "Intro" - 0:07
2. "Welcome to the Hood" (Mack 10, Deviossi, Skoop Delania, K-Mac & Cousteau) – 4:34
3. "L.A. Fo' Ya" (Mack 10, Deviossi, Skoop Delania, K-Mac & Cousteau) – 3:45
4. "Everyday" (Mack 10, Deviossi, K-Mac, Cousteau, Techniec & Lil Jon) – 4:38
5. "Get Yo Ride On" (Skit) – 0:17
6. "Hittin Switches" (Mack 10, Deviossi, Skoop Delania, K-Mac & Cousteau) – 3:34
7. "We Ain't Playin" (Mack 10, Deviossi, Skoop Delania, K-Mac & Cousteau) – 4:04
8. "Pimpin Ken" (Skit) – 1:05
9. "Please" (Mack 10, Deviossi, Skoop Delania & K-Mac) – 4:03
10. "Pay Back" (Techniec) – 3:32
11. "Put It Down" (Mack 10, Deviossi, Skoop Delania, K-Mac & Cousteau) – 3:07
12. "What You Gone Do?" (Techniec & Ice Cube) – 3:47
13. "Life as a Gangsta" (Mack 10, Deviossi, Skoop Delania, K-Mac, Cousteau, Techniec, Baby & TQ) – 4:30
14. "Nobody Hoo Bangin Style" (Mack 10, Deviossi, Skoop Delania, K-Mac, Cousteau, Big Tymers & Timbaland) – 5:03